# Scythris aenea
Scythris aenea is een vlinder uit de familie dikkopmotten (Scythrididae). De wetenschappelijke naam is voor het eerst geldig gepubliceerd in 1984 door Passerin d'Entreves.
De soort komt voor in Europa.